# Pank
Pank är den svenske trubaduren Lars Demians debutalbum, utgivet 1990 på Alpha Records. Det producerades av Lasse Gustavsson.
Text och musik är skriven av Demian utom "Isabell" där Karl-Ewert skrev texten och Jules Sylvain musiken samt "Korsfararsång" där Ika Nord skrev texten.

## Låtlista
1. "Alkohol" – 4:51
2. "Änglatango" – 5:47
3. "På den andra sidan" – 4:16
4. "Dagen efter igår" – 4:22
5. "Amsterdam blues" – 2:54
6. "Stiernan och karriären" – 4:12
7. "Vaggvisa för Amerika" – 4:26
8. "Pank" – 4:20
9. "Korsfararsång" – 5:52
10. "Isabell" – 2:35

## Medverkande
- Lasse Gustavsson – producent
- Erik Häusler – saxofon, klarinett
- Christer Jansson – trummor, slagverk
- Mats Lundberg – mässingsorkester
- Gunnar Nordén – bas, mandolin, gitarr
- Hasse Olsson – Hammondorgel
- Jon Rekdal – trumpet
- Mikael Renliden – mässingsorkester
- Mikael Svernby – dragspel